# Vassili Bykov (368)
Le Vassili Bykov (368) (russe : Василий Быков) est un patrouilleur, navire de tête de sa classe en service dans la marine russe. Il doit son nom au contre-amiral Vassili Bykov (1920-1999), Héros de l'Union soviétique en 1944.

## Historique
Sa quille est posée le 26 février 2014 à Zelenodolsk (Tatarstan), en Russie, il a été lancé le 28 août 2017 et mis en service le 20 décembre 2018 depuis la base navale de Novorossiïsk, opérant au sein de la flotte de la mer Noire.
Le navire a participé au bombardement de l'île des Serpents le 24 février 2022 lors du premier jour de l'invasion russe de l'Ukraine en 2022 avec le croiseur russe Moskva. Cette confrontation s'achève par la prise de contrôle russe de l'île des Serpents et par la capture des treize garde-frontières ukrainiens stationnés sur l'île.
Selon un journal local ukrainien, le 7 mars 2022, les Forces armées de l'Ukraine auraient touché et endommagé le Vassili Bykov avec des lance-roquettes multiples au large de la ville côtière d'Odessa. D'autres sources affirment par la suite qu'après avoir pris feu, le navire aurait coulé. Une vidéo publiée sur Twitter le 16 mars 2022 montre toutefois le Vassili Bykov entrant dans le port de Sébastopol sans dommage apparent et un autre utilisateur confirme ce démenti en citant des informations OSINT. La mise hors service du navire était donc une fausse information.
En juin 2022, il est pour la première fois équipé d'un module de combat autonome du système de défense aérienne Tor-M2KM, installé sur son pont d'hélicoptère,.
Le 1er août 2023, le ministère russe de la Défense affirme qu'une attaque ukrainienne impliquant trois drones maritimes contre les Vassili Bykov et Sergueï Kotov a été repoussée. L'Ukraine est également accusée d'avoir tenté d'attaquer des navires civils russes dans la partie sud-ouest de la mer Noire à l'aide de drones maritimes. Les responsables ukrainiens rejettent toute allégation d'attaques contre des navires civils et militaires russes,.

Le 13 août 2023 en mer Noire, le navire ouvre un feu d’avertissement pour arrêter, par la force, le cargo  paluan Sukra-Okan, après une demande d'inspection restée sans réponse. 

Le 14 septembre, le ministère russe de la Défense affirme que le navire a engagé et détruit trois drones navals ukrainiens. Accompagné d'un autre navire de guerre, le Vassili Bykov escorte ensuite deux navires, le Yaz et l'Ursa Major, ce dernier transporterait des armes en se dirigeant vers Istanbul, Turquie. Par ailleurs, les forces ukrainiennes revendiquent ce jour-là avoir endommagé le patrouilleur.